# Мі Там
Мі Там (в'єт. Phan Thị Mỹ Tâm; нар. 16 січня 1981 року, Дананг,В'єтнам) — в'єтнамська співачка. Одна з найвидатніших співачок в історії в'єтнамської популярної музики. Закінчила консерваторію в Хошиміні.

## Дискографія
- Mãi Yêu - (2001)
- Đâu Chỉ Riêng Em - (2002)
- Ngày Ấy & Bây Giờ - (2003)
- Hoàng Hôn Thức Giấc - (2005)
- Vút Bay - (2006)
- Trở Lại - (2008)
- Nhịp Đập - (2008)
- Tâm - (2013)